# Ашага-Яраг
Ашага-Яраг — упразднённое село в Магарамкентском районе Дагестана. На момент упразднения входило в состав Целягюнского сельсовета. Упразднено в 1968 году в связи с переселением населения в село Целягюн.

## География
Располагалось в горной части Магармкентского района, в 2 км к юго-западу от села Целягюн.

## История
По данным на 1929 год село состояло из 87 хозяйств, в административном отношении входило в состав Юхари-Ярагского сельсовета Касумкентского района. В 1960 году в связи с упразднением сельсовета передано в состав Целягунского сельсовета. В 1966 году село оказалось в эпицентре Касумкентского землетрясения и частично было разрушено. Было принято решение населённый пункт не восстанавливать, а население переселить в села Целягюн и Магарамкент. Исключено из учётных данных указом ПВС ДАССР от 01.09.1968 г.

## Население
| Год     | 1886 | 1895 | 1908 | 1926 | 1939 |
| ------- | ---- | ---- | ---- | ---- | ---- |
| человек | 370  | 418  | 327  | 406  | 453  |

По данным Всесоюзной переписи населения 1926 года, в национальной структуре населения лезгины составляли 100 %

## Уроженцы
- Махмуд Гаджулаевич Махмудов — российский государственный деятель.